# Jicaltepec (Veracruz)
Jicaltepec es un poblado perteneciente al municipio de Nautla en el estado de Veracruz, en México.

## Contexto
Actualmente, la población cuenta con 849 habitantes viviendo principalmente del cultivo de plátanos y cítricos, y ganadería. La actitud de la gente es muy agradable y amigable. La fiesta patronal de este poblado es el día 15 de agosto, dichos festejos duran una semana durante la cual los pobladores elaboran carros alegóricos, en comparsas bailan en las calles, y todos los eventos destilan alegría y fiesta. Se destaca que la población acoge bien a todos los visitantes, sin suscitarse hasta hoy un solo evento desagradable.

## Historia
El pueblo de Jicaltepec se formó en 1833, como parte de un proyecto de colonización europea en las zonas agrestes del México recién independizado. Este proyecto fue diseñado por el francés Stephan Guénot quien consiguió tierras en la cuenca baja del río Nautla, allí los colonos franceses se dedicarían a la producción de la vainilla y la caña de azúcar. 
Pero la constitución colonial no era clara y pocas veces fue tomada en cuenta por los gobiernos mexicanos, y tuvo dificultades para consolidarse, a mediados del siglo XIX. Con la integración al país, en la década de 1860, los fundadores perdieron poco a poco la lengua francesa para hacerse mexicanos. La revolución y las guerras en Europa hicieron que perdieran todo contacto con el país de sus raíces, hasta que regresase en 1956 el señor Paul Capitaine al pueblo de sus abuelos. La hermandad entre las dos regiones nació en 1986.
Gran parte de la historia del municipio de Nautla está ligada a Jicaltepec, una localidad ubicada en este municipio y que recibió a una colonia francesa entre 1832 y 1846, cuando llegaron tres grupos de inmigrantes, la primera de ellas en 1833, que traía consigo a 80 colonos, quienes llegaron a vivir al pueblo, en el cual existían pequeñas casas de madera y estaba habitado ya por algunos indígenas. En septiembre de 1834 zarpó otro barco con 100 borgoñeses de Champlitte, y en abril de 1835 otra con 112, la última se dio en 1840. Los colonos se diseminaron por toda Nautla, Paso Largo, El Pital, Paso de Telaya y Paso de Novillos, instalándose de esta forma las familias Sempé, Levet y Mothelet.
Entre 1860 y 1870 Jicaltepec contaba más de mil habitantes, de los cuales 300 eran franceses, la mayoría establecida en las márgenes del río Nautla.  La población fue disminuyendo, debido a que muchos regresaron a Francia, por la causa de que no estaban acostumbrados a trabajar fuera de un núcleo familiar. Jicalpetec fue la única colonia agrícola francesa, hoy en día el idioma francés ha sido substituido completamente por el español. La cabecera municipal del municipio ha cambiado, siendo en 1918 Jicaltepec.

## Ubicación
A Jicaltepec puedes llegar de dos maneras una de ellas la más bella forma de entrar a este poblado es abordando una panga es una pequeña embarcación en la cual se cruza el río Nautla o Bobos, al cual se le asigna este nombre por una especie de peces el pez bobo, no solamente es bella la experiencia además en la primavera del 2011 el río contaba con la visita de lagartos como les llaman los oriundos del lugar que no son otra cosa que cocodrilos, el río en esta parte es muy ancho y caudaloso, más arriba en el poblado de Tlapacoyan ofrece la experiencia de los deportes extremos.

## Personas destacadas
- Josafat F. Márquez, originario de Xalapa, quien llegó a Jicaltepec en 1904 como telegrafista, y allí se casó con María Levet Guiochin.